# Wallfahrtsbasilika Mariä Heimsuchung (Werl)

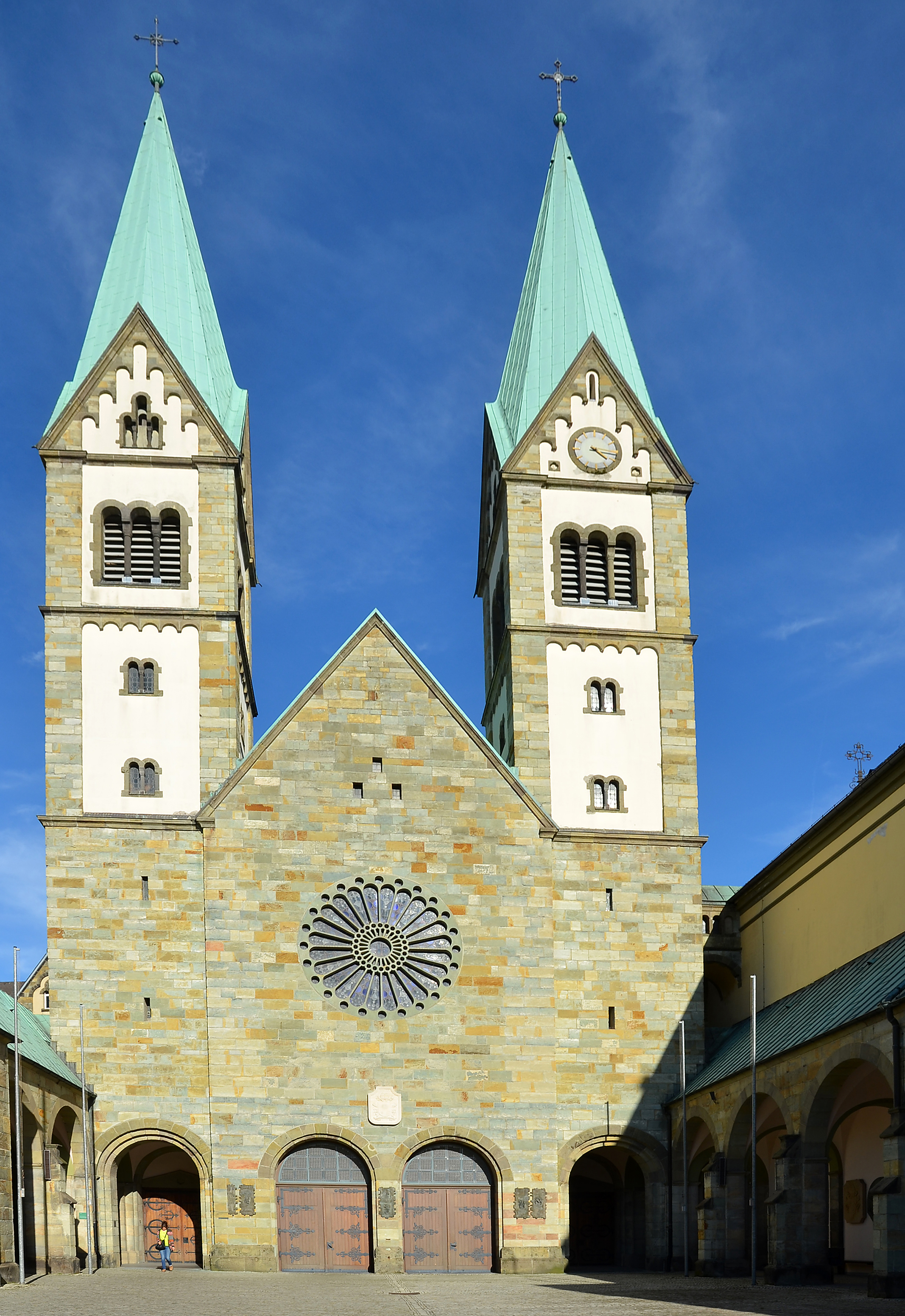
Ansicht vom Vorplatz aus mit Wappen Papst Franziskus’ über dem Portal

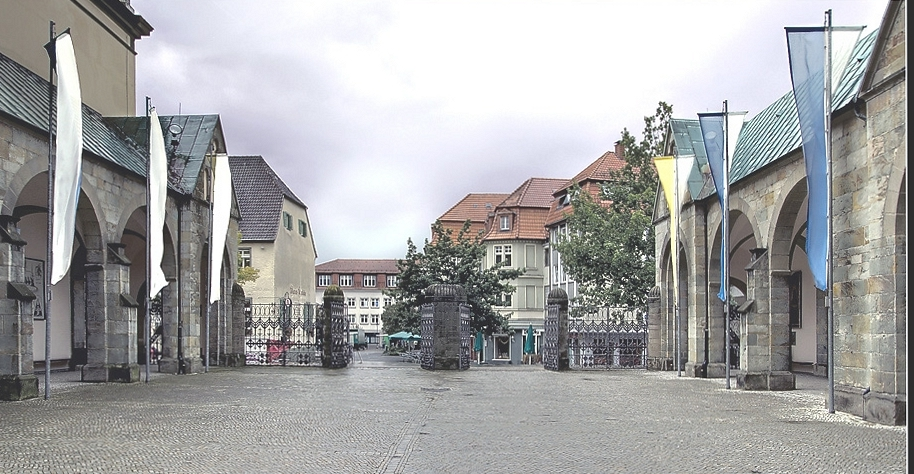
Der Vorplatz mit Atrium

Die Wallfahrtsbasilika Mariä Heimsuchung ist eine katholische Wallfahrtskirche in Werl in Westfalen. Sie wurde am 16. Oktober 1953 von Papst Pius XII. in den Rang einer Basilica minor erhoben. Das neuromanische Gebäude bildet zusammen mit der barocken alten Wallfahrtskirche, die direkt angrenzt, einen lokal wirksamen Gebäudekomplex, dessen mächtige Doppelturmfassade nach Norden und Osten weithin sichtbar ist. Das Gebäude steht unter Denkmalschutz und ist unter der lfd. Nr. 100 in der Denkmalliste der Stadt Werl, Listenteil A, eingetragen.

## Geschichte

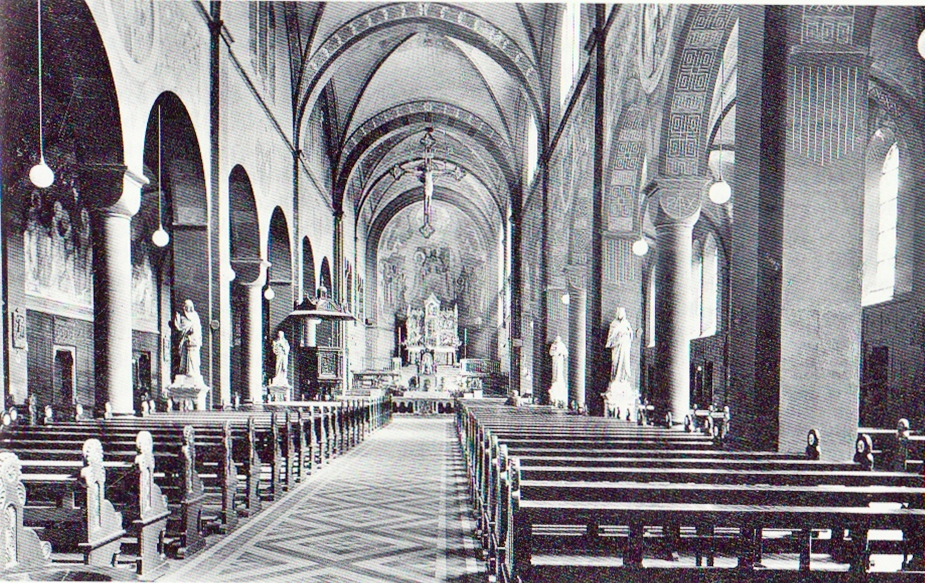
Der Innenraum mit noch erhaltener Ausmalung und Figuren an den Pfeilern, in der Zeit um 1928

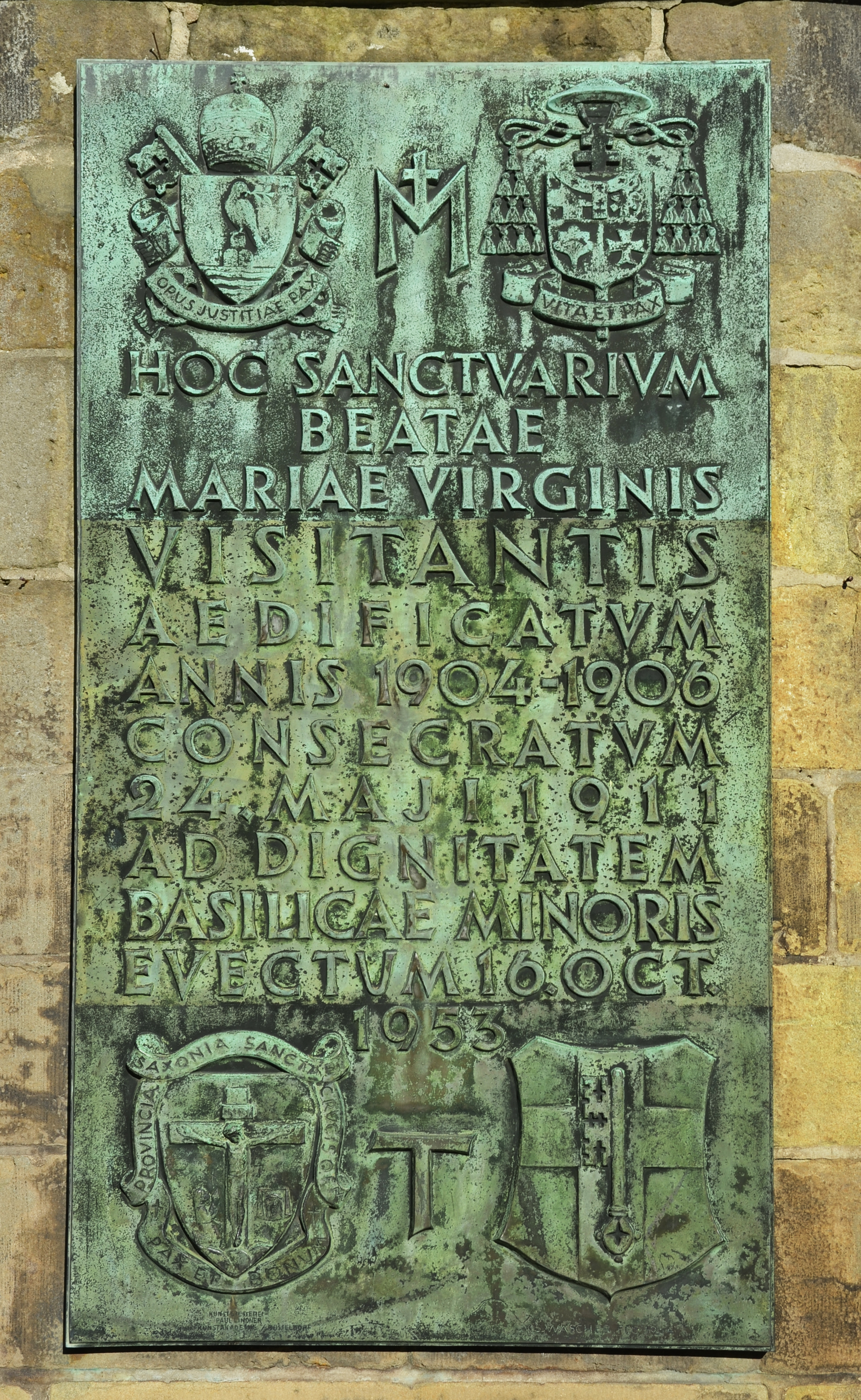
Gedenktafel anlässlich der Erhebung zur Basilica minor

Seit 1649 existierte in Werl ein Kapuzinerkonvent. Im Jahr 1661 wurde das im 12. Jahrhundert geschaffene Gnadenbild Unserer Lieben Frau von Werl, auch Trösterin der Betrübten genannt, feierlich von Soest nach Werl übertragen. Die Weihe der ersten Wallfahrts- und Klosterkirche ist für 1669 belegt. Von 1786 bis 1789 musste die Wallfahrtskirche neu gebaut werden, da die alte für den Ansturm der Pilger zu klein geworden war. Die Baupläne erstellte der Hauptmann A. Boner. Die Kirche ist über sechs Steinstufen erschlossen, die auf einen terrassenähnlichen Platz münden. Wegen der Säkularisation mussten die Kapuziner im Jahr 1836 die Stadt verlassen; die Wallfahrtsleitung übernahmen 1849 die Franziskaner. Anlässlich des 200-jährigen Wallfahrtsjubiläums wurde die Kirche erweitert. Die Franziskaner wurden wegen des Kulturkampfes im Jahr 1875 aus der Stadt vertrieben; sie kehrten 1887 wieder zurück. Weil die bisherige Wallfahrtskirche dem starken Pilgerstrom nicht mehr gerecht wurde und der Platz dort trotz Erweiterung der Kirche nicht mehr ausreichte, planten die Franziskaner ab etwa 1900 den Neubau der neoromanischen Kirche. Dafür sollte die alte Wallfahrtskirche abgebrochen werden. Es regte sich erheblicher Widerstand in der Bevölkerung, und auch Albert Ludorff, der damalige Provinzialkonservator aus Münster, legte scharfen Protest ein. Die Gegner des Abrisses wollten unter allen Umständen die von einem Schüler des Barockbaumeisters Conrad Schlaun gebaute Kirche, als westfälisches Kleinod des Barock, erhalten. Eine Abordnung des Kultusministeriums reiste aus Berlin an, um an Ort und Stelle über den Fall zu entscheiden. Die alte Wallfahrtskirche bekam mit einem Behaltensveto das Prädikat „unbedingt erhaltenswert“.
Die heutige Kirche wurde in den Jahren 1904 bis 1906 im Auftrag des Franziskanerordens vom Kloster Werl nach den Plänen des münsterischen Dombaumeisters Wilhelm Sunder-Plaßmann im neuromanischen Stil erbaut. Die Außenhülle wurde aus Rüthener Grünsandstein gefertigt. Die Konsekration der Kirche wurde am 24. Mai 1911 vom Paderborner Bischof Karl Joseph Schulte vorgenommen. Die Kirche steht an der Stelle des ehemaligen Klosters, das im 17. Jahrhundert von Kapuzinern erbaut wurde. In unmittelbarer Nähe wurde ein neues Klostergebäude erbaut. Neben der heutigen Wallfahrtskirche steht die Alte Wallfahrtskirche, die im Inneren eine reichhaltige Barockausstattung bietet.

## Bau

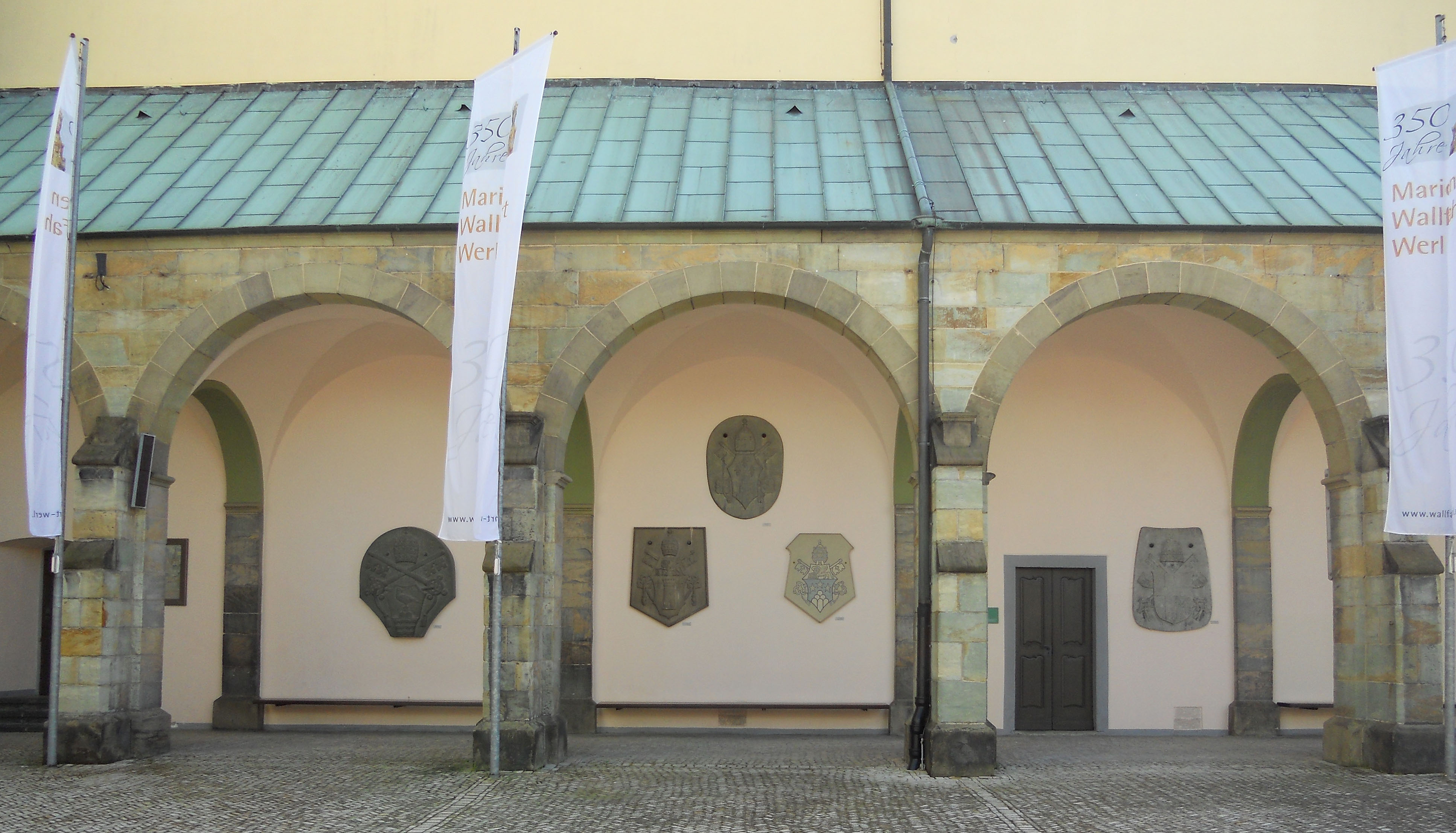
Eingang zur alten Wallfahrtskirche

Die neue Wallfahrtskirche erfuhr im Inneren wiederholt Umbaumaßnahmen. Die reichhaltige Ausstattung aus der Zeit der Erbauung musste bei der Renovierung 1960 bis 1961 einer nüchternen und für die damalige Zeit modernistischen Einrichtung weichen, welche die Architektur in den Hintergrund und Gnadenbild, Altar und Tabernakel in den – auch optischen – Mittelpunkt stellen sollte. Diese Maßnahmen wurden zum überwiegenden Teil bei folgenden Renovierungen in den Jahren 1983 bis 1984, 1999 sowie beim noch größeren Umbau von November 2002 bis März 2003 rückgängig gemacht und die Kirche wieder lebendiger gestaltet. Übrig blieben die 14 Glasfenster, durch die die Wand des rechten Seitenschiffes gegliedert ist. Die Entwürfe stammen von Helmut Lang aus Nieukerk, die Ausführung unter Leitung des Bruders Crescenz Rauße wurde in der klostereigenen Glaswerkstatt vorgenommen. Die Fenster zeigen Stationen der Heilsgeschichte am Beispiel der Maria. Es sind „die Schöpfung, die Unterweisung Mariens durch  Mutter Anna, Die Verkündigung der Geburt Jesu, Maria besucht Elisabeth, die Geburt Jesu, Jesus im Tempel, die Huldigung der drei Könige, die Flucht nach Ägypten, der zwölfjährige Jesus im Tempel, die Hochzeit zu Kana, Jesus am Kreuz mit der Maria darunter, die Herabkunft des Geistes auf die Gemeinde in Jerusalem, Maria als Königin des Himmels und als Urbild der Kirche.“ Die Gläser für die Rosette über der Empore fertigte Wilhelm Buschulte an; sie entfalten ihre Wirkung nur, wenn von außen genügend Licht einfällt. Die drei Glasfenster in der Apsis zeigen die Anrufungen aus der Lauretanischen Litanei, Maria als Rose ohne Dornen als mittleres Bild, links davon die Himmelspforte und rechts den Morgenstern. Die Entwürfe für diese Fenster fertigte der Wilhelm Buschulte aus Unna an. Die Seitenfenster zeigen Darstellungen aus der geheimen Offenbarung des Johannes, nämlich die zwölf Apostel und die zwölf Tore des himmlischen Jerusalem. Das  Mosaik aus Naturstein im linken Seitenschiff ist eine Arbeit des Künstlerpaares Hoffmann-Lacher aus München. Die Steine wurden in den Alpen gesammelt; das Mosaik zeigt das Lamm Gottes und ist von zwölf Bergkristallen umgeben. Die Krypta ist durch eine von Josef Baron im Jahr 1999 angefertigte Tür erschlossen. Die Krypta wurde bei der Renovierung im Jahr 1961 gebaut, um kleineren Gruppen gottesdienstliche Feiern zu ermöglichen. Die Gebäude sind über eine Treppenanlage zum sogenannten Atrium mit einem seitlich von Arkaden flankierten Vorhof erschlossen.

## Ausstattung

### Gnadenbild

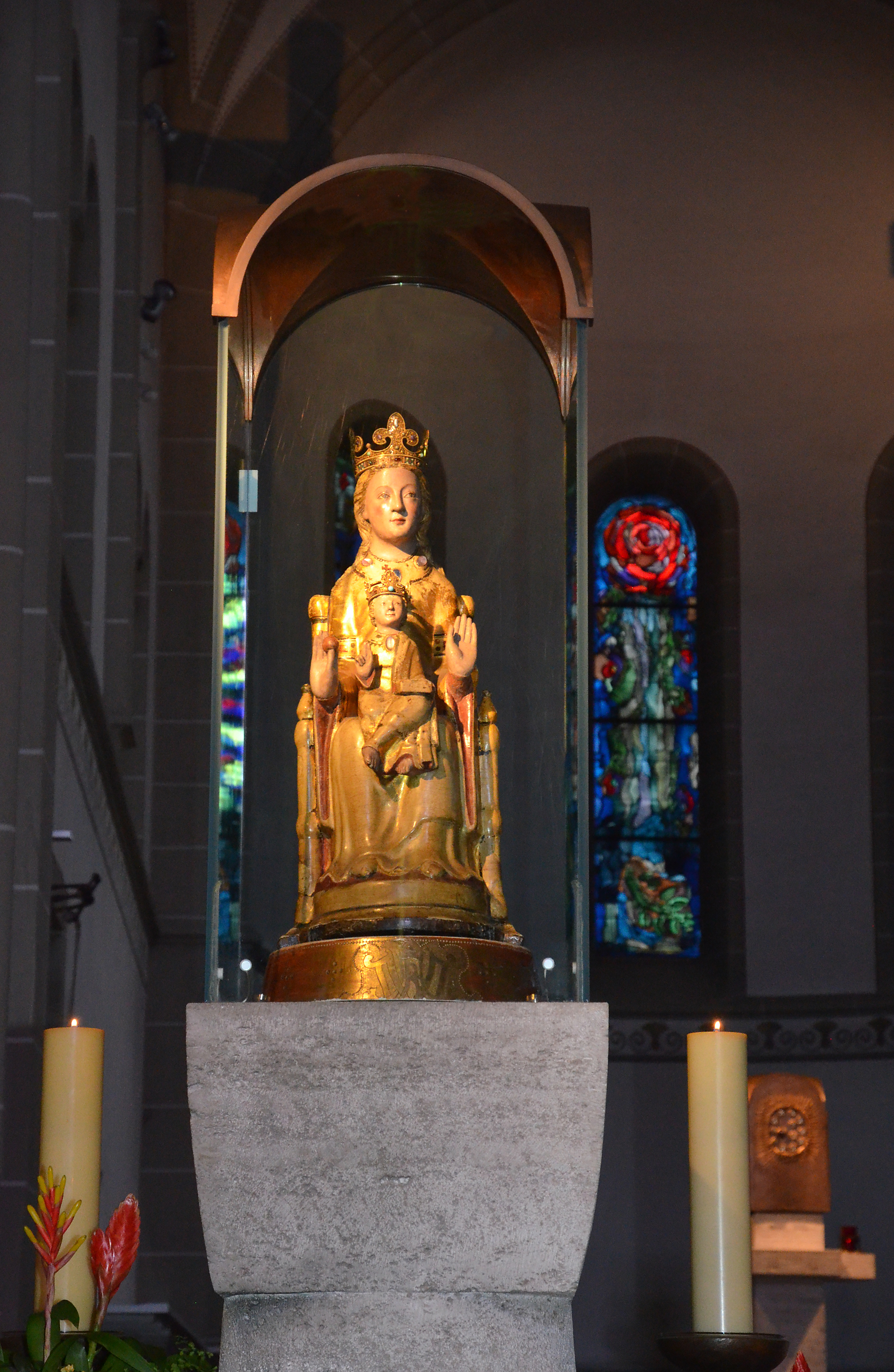
Gnadenbild

Um den ursprünglichen Standort des Gnadenbildes ranken sich viele Legenden. Wahrscheinlich stand es schon seit dem Neubau der Wiesenkirche, deren Grundstein 1313 gelegt wurde, im benachbarten Soest. Im Zusammenhang mit einer Prozession in Soest im Jahr 1351 wurde die Statue als Onse Vrowen tor wese genannt. Sie wurde hier bis zur Reformation im Jahr 1531 stark verehrt. Sie wurde danach aus der Kirche entfernt, versteckt und geriet bis 1661 in Vergessenheit. Die Figur stellt eine thronende Madonna dar, deren Unterarme nach vorne und Hände senkrecht nach oben gestreckt sind. Zwischen Daumen und Zeigefinger der rechten Hand hält sie einen Apfel. Sie wurde aus Schwarzerle und Eiche geschnitzt und stammt wohl vom Ende des zwölften Jahrhunderts. Der Ringpfostenstuhl, auf dem sie thront, gebührte im Mittelalter ausschließlich hohen Persönlichkeiten, wie Bischöfen, Königen oder Äbtissinnen. Das aus Eiche geschnitzte Jesuskind sitzt segnend auf ihrem Schoß. Im 13. Jahrhundert wurde die Figur mit einer dünnen Stuckschicht überzogen und eine Goldfassung aufgebracht; Schmucksteine wurden ebenfalls aufgemalt. Im 14. Jahrhundert wurden das Gesicht und die Haare der Madonna und die Haare des Kindes überstuckiert. Die Inkarnate wurden wohl in der zweiten Hälfte des 15. Jahrhunderts neu gefasst. Die Figur ist seit 1911 offiziell gekrönt.

### Glocken
Die Wallfahrtsbasilika besitzt insgesamt neun Bronzeglocken. Das Hauptgeläut besteht aus sieben Glocken der Tonfolge c′-es′-f′-g′-b′-c″-d″ und ist auf beide Westtürme verteilt (c′ und g′ im Süd-, die übrigen im Nordturm).
Im Dachreiter der Basilika hängen zwei kleine Glocken es″ und f″.
Die Glocken I–III und VIII stammen aus der Gießerei Junker in Brilon und bestehen aus Siliziumbronze (I, II, VIII 1947; III 1948). Glocke IV lieferte die Eifeler Glockengießerei Mark, Brockscheid, 2003, Glocke IX 2004. Die Glocken V–VII wurden 2010 zum 350. Jubiläum der Wallfahrt Werl durch die Glockengießerei Rincker in Sinn gegossen.
Im Dachreiter der alten Wallfahrtskirche hängen zwei historische Glocken mit den Tönen g″ (Heinrich Humpert, Brilon, 1860) und as" (Johan Delapaix, Arnsberg, 1679).
Aus Anlass des 350-jährigen Wallfahrtsjubiläums 2011 wurden drei neue Glocken gestiftet, die Erzbischof Hans-Josef Becker am Vorabend der äußeren Feier des Patronatsfestes Maria Heimsuchung im Juli 2010 feierlich salbte und einweihte.
Die Glocken läuteten anschließend im Chor mit dem bis dahin vorhandenen Geläut in der Neujahrsnacht 2011 das Jubiläumsjahr ein.

### Monumentalgemälde
In einem Seitengang in der Nähe der Klosterpforte hängen drei Monumentalgemälde mit den Darstellungen der Wallfahrtsgeschichte.
- Auf dem ersten Bild wird die Übertragung des Gnadenbildes von der kurfürstlichen Burg zur Kirche der Kapuziner gezeigt; dieses Ereignis fand am 2. November 1661 statt. Auf dem Bild ist der Kurfürst von Köln, Erzbischof Maximilian Heinrich zu sehen; ihm folgen in feierlicher Prozession die Geistlichen aus Werl und die Kapuziner. Das Gnadenbild wird getragen und ist blumengeschmückt. Auf der rechten Bildseite stehen die Ratsherren der Stadt; sie erwarten den feierlichen Zug, der von wehrhaften Rittern begleitet wird.
- Das zweite Bild wurde zur Erinnerung an die 200-Jahr-Feier im Jahr 1861 gemalt. Zu dieser Zeit stand das Gnadenbild auf einem Seitenaltar an der linken Seite. Das von silbernen Votivgaben umgebene Bildnis wird von Konrad Martin, dem Bekennerbischof, angebetet.
- Das dritte Bild bezieht sich auf die feierliche Krönung des Gnadenbildes am 13. August 1911. Zu diesem Anlass besuchten etwa 50.000 Menschen die kleine Stadt, um an dem Krönungsakt, der von Josef Kardinal Frings auf der Gänsevöhde vorgenommen wurde, teilzunehmen.[17]

### Orgel

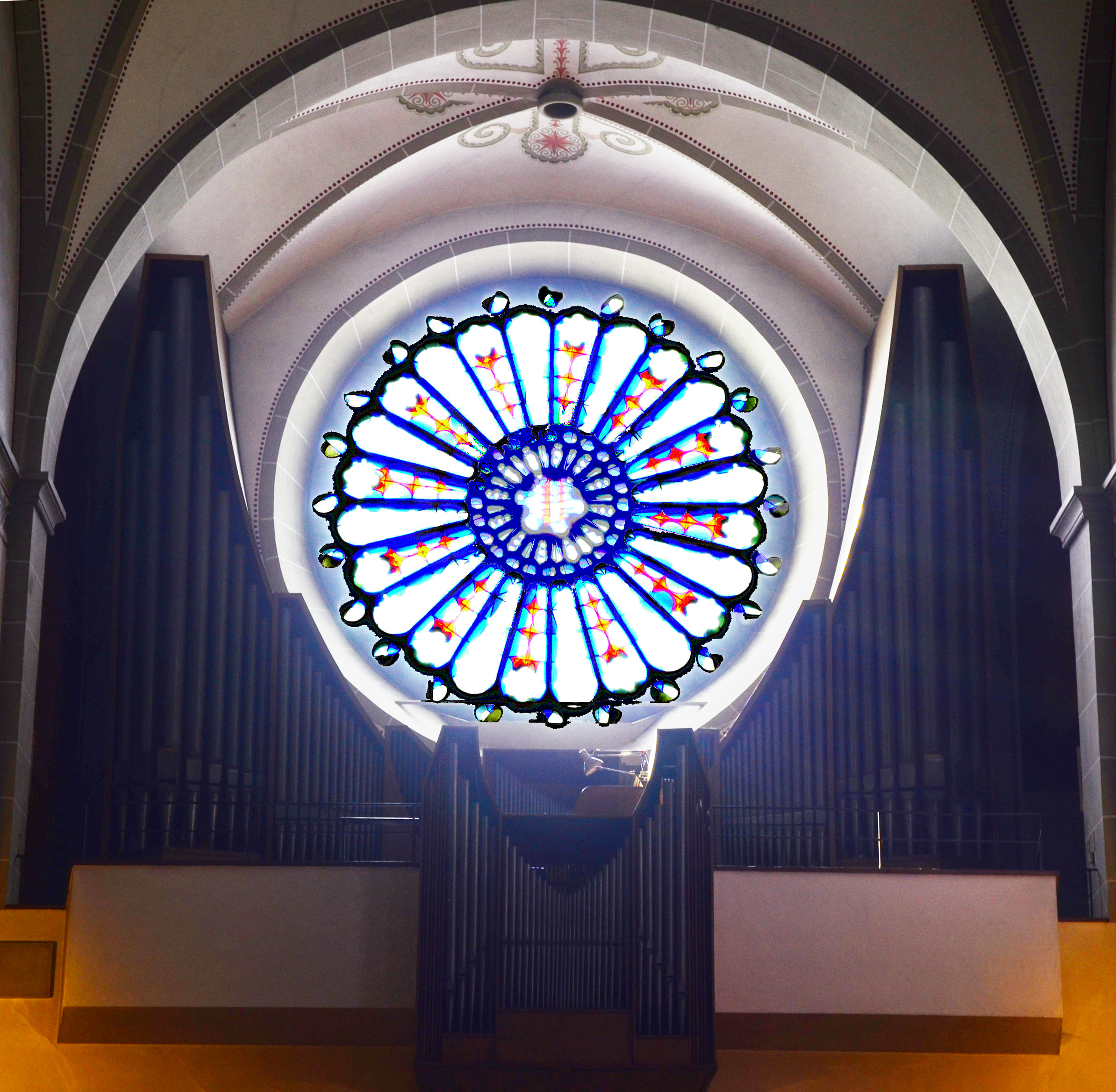
Die Orgel

Das Vorgängerinstrument der heutigen baute der Orgelbauer Barkhoff aus Wiedenbrück auf,  von 1896 bis 1897 wurde sie durch eine neue Orgel ersetzt.
Die nach dem Schleifladensystem mit elektrischer Steuerung gebaute Orgel wurde von der Orgelbaufirma Stockmann aus Werl gebaut. Das Orgelwerk mit 62 Registern verteilt sich auf vier Manuale und Pedal und besitzt etwa 4500 klingende Pfeifen. Das Instrument wird auch von internationalen Künstlern für Konzerte benutzt.
| Pedalwerk C–    |         |
| Prinzipalbaß    | 16′     |
| Subbaß          | 16′     |
| Gedacktbaß      | 16′     |
| Quintbaß        | 10 2⁄3′ |
| Oktavbaß        | 8′      |
| Spitzflöte      | 8′      |
| Choralbaß       | 4′      |
| Bauernflöte     | 2′      |
| Pedalmixtur V   | 2 ⁄3′   |
| Bombarde        | 32′     |
| Posaune         | 16′     |
| Trompete        | 8′      |
| Clarine         | 4′      |
| Singend Cornett | 2′      |

| I Hauptwerk C– |       |
| Großprinzipal  | 16′   |
| Prinzipal      | 8′    |
| Gemshorn       | 8′    |
| Spillpfeife    | 8′    |
| Oktave         | 4′    |
| Querflöte      | 4′    |
| Quinte         | 2 ⁄3′ |
| Prinzipal      | 2′    |
| Mixtur VI-VIII | 2′    |
| Kornett IV     | 8′    |
| Trompete       | 16′   |
| Trompete       | 8′    |
| Trompete       | 4’    |

| II Schwellwerk C– |        |
| Pommer            | 16′    |
| Rohrflöte         | 8′     |
| Weidenpfeife      | 8′     |
| Vox Coelestis     | 8′     |
| Prinzipal         | 4′     |
| Gedackt           | 4′     |
| Nasatquint        | 2 ⁄3′  |
| Waldflöte         | 2′     |
| Terzflöte         | 1 3⁄5′ |
| Sifflöte          | 1′     |
| Mixtur IV         | 2′     |
| Mixtur IV-V       | 1 ⁄3′  |
| Fagott            | 16′    |
| Schalmey-Oboe     | 8′     |
| Vox humana        | 8′     |
| Zink              | 4′     |
| Tremolo           |        |

| III Rückpositiv C– |       |
| Bleigedackt        | 8′    |
| Quintadena         | 8′    |
| Praestant          | 4′    |
| Blockflöte         | 4′    |
| Oktave             | 2′    |
| Quinte             | 1 ⁄3′ |
| Rauschpfeife II    | 2′    |
| Scharff IV         | 1′    |
| Holzdulzian        | 16′   |
| Rohrschalmey       | 8′    |

| IV Brustwerk C– |        |
| Holzgedackt     | 8′     |
| Rohrflöte       | 4′     |
| Prinzipal       | 2′     |
| Koppelflöte     | 2′     |
| Oktave          | 1′     |
| Terzian II      | 1 3⁄5′ |
| Quintzimbel III | 1⁄2′   |
| Holzregal       | 8′     |
| Kopfregal       | 4′     |
| Tremolo         |        |

- Koppeln: II/I, III/I, IV/I, III/II, IV/II, IV/III, I/P, II/P, III/P, IV/P
- Spielhilfen: Handregister – 2 freie Kombinationen – 2 freie Pedalkombinationen –
- Pleno – Tutti – Einzelabsteller – Zungen ab – 16′ ab
- Im Juli 2010 wurde ein Elektronischer Setzer eingebaut.

### Sonstige Ausstattung

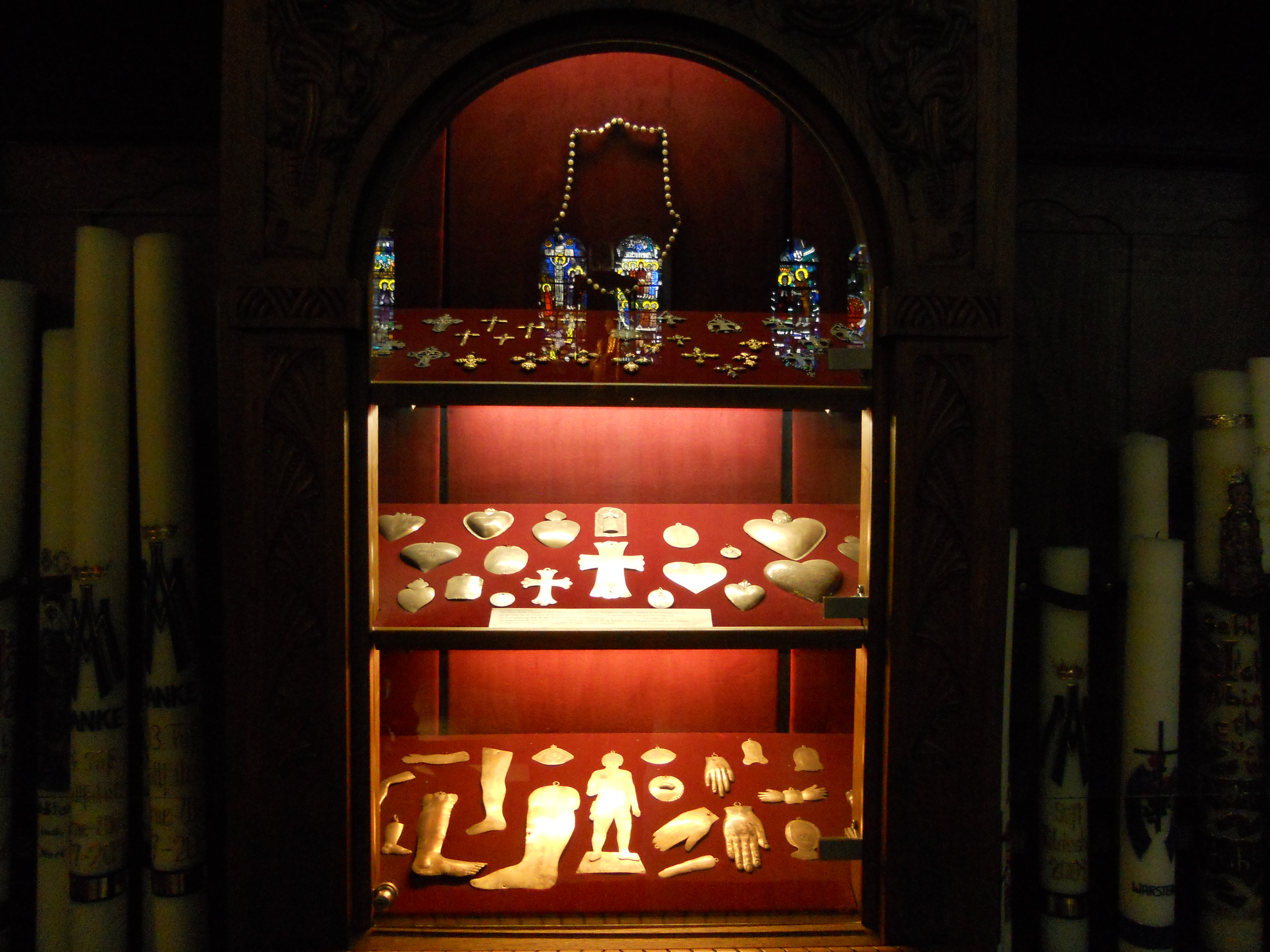
Vitrine mit Votivgaben

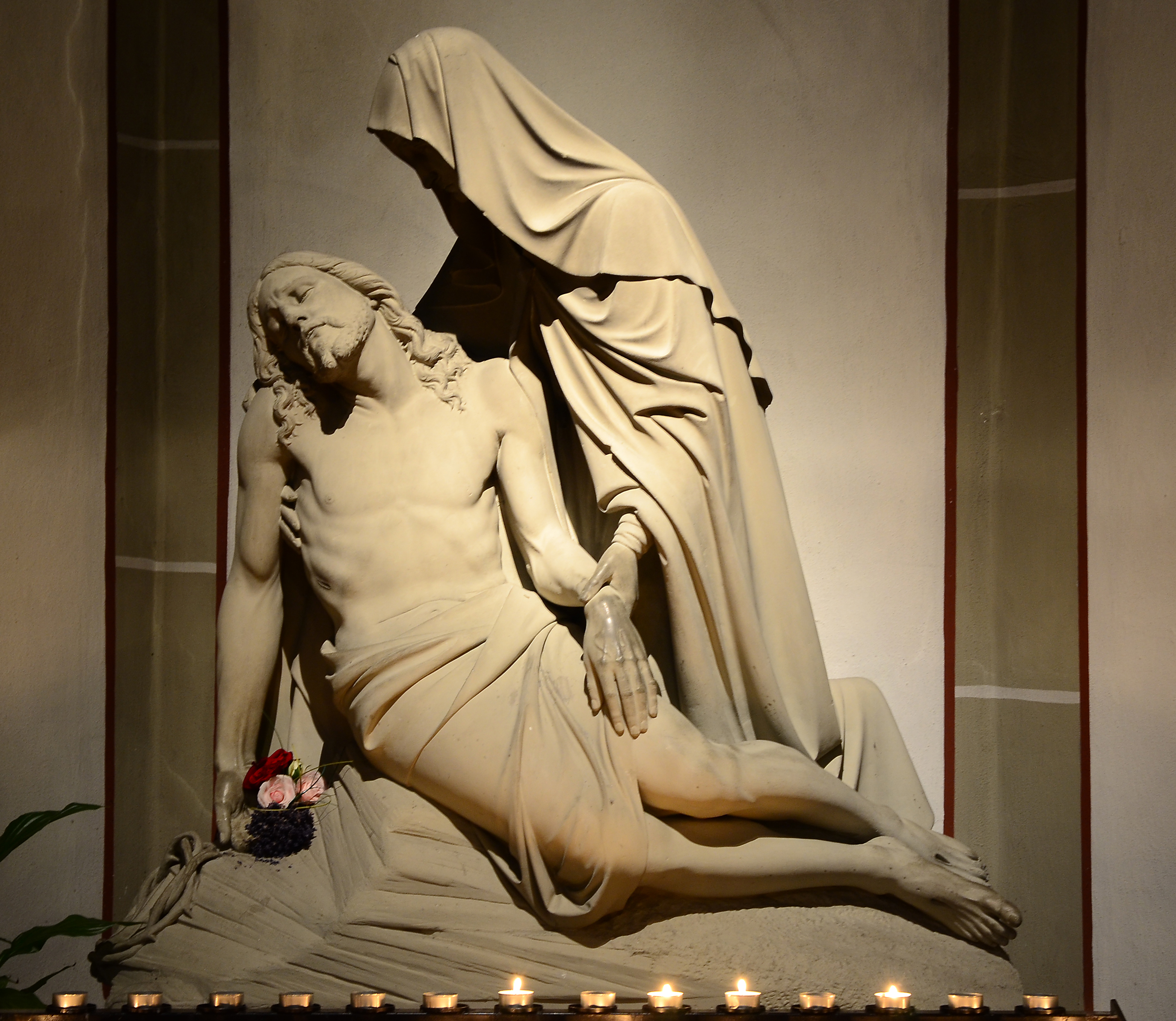
Pieta in der Andachtskapelle hinter Opferkerzen

- Eine Pietà, die Darstellung der Maria als Schmerzensmutter, steht in der rechten hinteren Ecke. Sie wurde von August Wäscher,[19] einem Werler Künstler, geschnitzt. Diese Darstellung ist das einzige erhaltene Stück der ursprünglichen Ausstattung.[9]
- Der Antoniusaltar wurde von Josef Baron aus Hemmerde gestaltet; er steht am Ende des rechten Seitenschiffes. Antonius ist in einer Zelle sitzend dargestellt, die in einen Nußbaum hineingebaut wurde. Hier verbrachte er den Rest seines Lebens.[13]
- Über dem Zelebrationsaltar hing bis zur letzten Renovierung 2009/10 ein Triumphkreuz, eine Arbeit von Josef Baron, bestehend aus polierter Bronze und ist etwa vier Zentner schwer. Das Kreuz ist mit Bergkristallen in unterschiedlichen Größen geschmückt, ein roter Jaspis symbolisiert die fünf Wunden Jesu. Das Zentrum des Kreuzes zeigt den gekreuzigten Christus mit einer Königskrone.[20] An dessen Stelle hängt nun ein monumentales Holzkreuz mit farblich gefasstem Christus-Holzkorpus.
- Der Tabernakel wird in den Morgenstunden durch das Licht des sog. Rosenfensters beleuchtet.
- Der Kreuzweg mit vierzehn Stationen wurde von Josef Baron angefertigt. Die Bilder hängen an verschiedenen Pfeilern und Säulen.[10]
- Oberhalb der Apostelleuchter sind jeweils Bronzefiguren mit der Darstellung der Apostel mit der Darstellung der Maria Magdalena angebracht.
- Im Windfang des Westportals befindet sich die Stempelstelle des Jacobsweg für die Fußpilger, die auf ihrer Wanderung nach Santiago de Compostela in Werl Station machen.
- Neben der Kirche, auf vom ehemaligen Franziskushaus abgeschlossenen Gebiet, befindet sich der Kreuzwegplatz. Hier sind teils lebensgroße weiße Figuren aufgestellt, die überwiegend von Pilgern oder Pfarrgemeinden gestiftet wurden.[21] Hier werden häufig Gottesdienste abgehalten, und die Lichterprozessionen enden hier.[22]
- In früherer Zeit stifteten die Pilger als Dank für erbetene Heilungen häufig Votivgaben. Sehr oft bestanden diese Gaben aus Silberblech und zeigten Nachbildungen der geheilten Körperteile. Nach der Neueinweihung der Kirche im Jahr 1911 wurde darauf verzichtet, diese Arbeiten, wie bis dahin üblich, am Gnadenaltar auszustellen. Heute sind einige dieser Stücke in einer Vitrine im linken Seitenschiff der Kirche und weitere im Städtischen Museum Am Rykenberg, Werl ausgestellt. Heute dienen Geldspenden oder geschmückte Kerzen als Votivgabe, einige der Kerzen sind im Kirchenraum ausgestellt.[10]
- Die Weihnachtskrippe wird um die Weihnachtszeit aufgestellt; Bruder Gandulf Stumpe ofm aus Münster schnitzte die Figuren 1973 nach lebenden Vorbildern.[23] Die Krippe wurde seit 2022 jährlich mit weiteren Figuren ergänzt.
- Die Heilige Pforte aus dem besonderen  Heiligem Jahr der Barmherzigkeit (Dezember 2015 bis November 2016) wurde vor dem barriefrei zugänglichen Südeingang der Basilika errichtet. Neben der bekannten vier Heiligen Pforten in den wichtigen Basiliken in Rom wurden weitere Gnadenorte in den Bistümern der Welt benannt, die eine Hl. Pforte einrichten sollten.[24]

## Wallfahrt
Die Kirche wurde als Ersatzkirche der alten Wallfahrtskirche gebaut, die die Massen der Wallfahrer zu Beginn des 20. Jahrhunderts nicht mehr aufnehmen konnte. Der Plan, eine neue Kirche anstelle der alten Kirche zu bauen, wurde vom Landeskonservator in Münster untersagt, da dieser den besonderen Wert der alten Kirche sah.
Die Zahl der Wallfahrer erlebte in den Jahren nach dem 2. Weltkrieg einen starken Anstieg, der vor allem durch die Wallfahrt der Vertriebenen zustande kam. Einer der Höhepunkte im Wallfahrtsjahr war die Wallfahrt der Schlesier, für die die Wallfahrtsbasilika für die Feier der Gottesdienste lange Jahre zu klein war. Die Gottesdienst wurden daher auf der sog. Gänsevöhde (heutiger Standort der Werler Stadthalle) gefeiert. Im Jahr 1953 wurde der Gottesdienst mit geschätzten 70.000 Menschen gefeiert. An diesem Gottesdienst nahm neben dem damaligen Kölner Erzbischof Kardinal Frings vor allem auch der damalige Bundeskanzler Konrad Adenauer teil. Die Vertriebenenwallfahrten haben im Laufe der Jahrzehnte mehr und mehr nachgelassen, da die Wallfahrer von früher nicht mehr leben bzw. den Weg nicht mehr auf sich nehmen können. Das St.-Hedwigs-Werk, ein Verein, der in den vergangenen 76 Jahren die Wallfahrten und die Veranstaltungen der Vertriebenen orgeanisierte, löste sich im Jahr 2023 auf.
Heute sind die großen Wallfahrten in erster Linie die Wallfahrt der portugiesischen Mitbürger am jeweiligen Fatima-Sonntag, das Patronatsfest Mariä Heimsuchung und die Diözesanwallfahrt des Malteser Hilfdienstes im Erzbistum Paderborn, die die Kirche an die baulichen Grenzen bringt. Die übrigen Wallfahrten sind regionale Gruppen, die teilweise das benachbarte Pilgerkloster nutzen, um sich dort mit ihrer Gruppe zu versammeln bzw. dort auch über Nacht bleiben, da das alte Klostergebäude aus dser Erbauungszeit der Wallfahrtsbasilika zu einem Treffpunkt und zu einer Pilgerherberge umgebaut wurde.
Im Jahr 2011 wurde das 350-jährige Wallfahrtsjubiläum gefeiert. Die Zahl der Gruppen und Wallfahrer, die während dieses Jahres die Wallfahrtsstadt besuchten, war gegenüber den Vorjahren noch einmal stark angestiegen. 2011 waren an vielen Wallfahrtstagen Kardinäle und Bischöfe aus dem In- und Ausland in Werl.
Neben den vielen Großwallfahrten der Portugiesen, Spanier, Heimatvertriebenen (Ermländer, Sudetendeutsche, Grafschaft Glatzer und Schlesier) und einer Behindertenwallfahrt, war es eine Vielzahl kleinerer Gruppen, die besonders stark in den Monaten Mai und Oktober das Gnadenbild in der Wallfahrtskirche besuchten. Zum Patronatsfest Mariä Heimsuchung kamen ebenfalls einige tausend Menschen in Gruppen nach Werl. Sie kamen aus Warstein, Delbrück, Hildesheim-Algermissen, Lenhausen, Arpe, Olpe und dem 150 Kilometer entfernten Much, teilweise auch zu Fuß. Das festliche Pontifikalamt feierte  Reinhard Marx aus der Diözese München und Freising als päpstlicher Legat unter Anwesendheit weiter Bischäfe (u. a. Erzbischof Hans-Josef Becker, Paderborn) und weiterer Würdenträger aus Kirche und Öffentlichkeit. Zur Eröffnung der Jubilläumsfeierlichkeiten am 30. April und 1. Mai 2011 kamen neben kirchlichen Würdenträgern auch zahlreiche Menschen aus Politik und Öffentlichkeit, u. a. der damalige  Präsident des Deutschen Bundestages Norbert Lammert.
In der Woche nach dem Patronatsfest fand die Fußwallfahrt von Werne statt. In den Archiven der Wallfahrtsleitung wird das Werler Mirakelbuch aufbewahrt, in dem Wunder dokumentiert wurden, die von Menschen gemeldet wurden, die Heilung oder Linderung erfahren haben und diese in Zusammenhang mit einem Gebet vor dem Werler Gnadenbild brachten und bringen.